# Daisy Greville
Frances Evelyn "Daisy" Greville, född Maynard, 10 december 1861, död 26 juli 1938, var en brittisk societetsvärdinna. Hon är känd för sitt förhållande med kung Edvard VII av Storbritannien under hans tid som tronföljare. Förhållandet varade från 1886 till 1898. Sången Daisy Bell inspirerades av henne.

## Biografi
Daisy Greville var dotter till adelsmannen Charles Maynard och Blanche FitzRoy. Vid sin fars död 1865 blev hon arvtagare till sin farfar Henry Maynard, Viscount Maynard, och ärvde dennes gods då han avled senare samma år. Hennes mor gifte 1867 om sig med hovmannen Robert St Clair-Erskine, 4th Earl of Rosslyn, och Daisy fick därefter fem halvsyskon. Daisy gifte sig 1881 med Francis Greville, 5th Earl of Warwick, som 1893 ärvde sin fars titel. Hon fick efter äktenskapet fem barn.
Efter sitt giftermål blev Daisy Greville en av Londonsocietetens centralfigurer och deltog i ett aktivt nöjesliv som värd och deltagare för påkostade fester, baler och middagar. Hon och hennes man ingick i det så kallade Marlborough House Set, det vill säga den grupp societetspersoner som festade med den brittiske tronföljaren, Edvard. År 1886 hade Daisy ett förhållande med lord Charles Beresford. Då hon fick reda på att Beresford hade gjort sin hustru gravid, skrev hon ett svartsjukt brev till denna, som avslöjade hennes eget förhållande till Beresford. För att undvika skandal försökte hon sedan få tillbaka brevet. Hon bad Edvard om hjälp, men detta resulterade i en häftig konflikt och ett slagsmål mellan Edvard och Beresford. Affären ledde samtidigt till att Daisy och Edvard inledde ett förhållande, som varade till omkring år 1898.